# Marta (Bijbel)

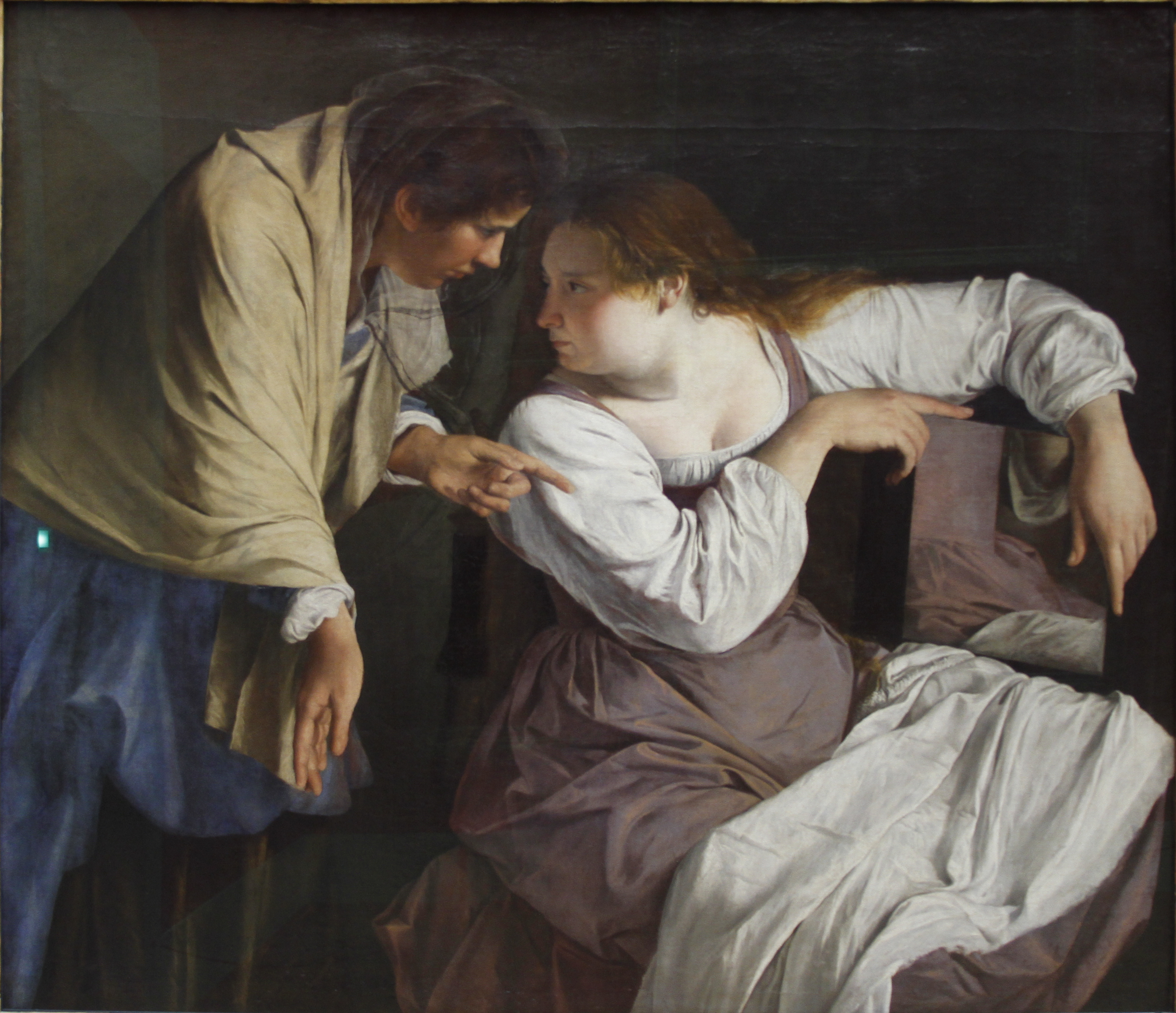
Marta (links) en Maria, geschilderd in 1620 door Orazio Gentileschi

Marta of Martha (Grieks: Μάρθα, een transliteratie uit het Aramees: מַרְתָּא, Martâ, "de dame") was volgens het Evangelie volgens Johannes de zus van Lazarus en Maria van Bethanië, en ze was aanwezig toen Jezus haar broer Lazarus uit de dood opwekte. Zij wordt vermeld in Lucas 10:38-42 en Johannes 11 en 12.

Volgens Johannes woonden Maria, Marta en Lazarus in Bethanië, een dorp in Judea; Lucas noemt niet de naam van het dorp waarin ze woonden. Johannes vertelt: 
Jezus hield veel van Marta en haar zus, en van Lazarus— Johannes 11:5

## Verhalen

### Lazarus' dood en opstanding

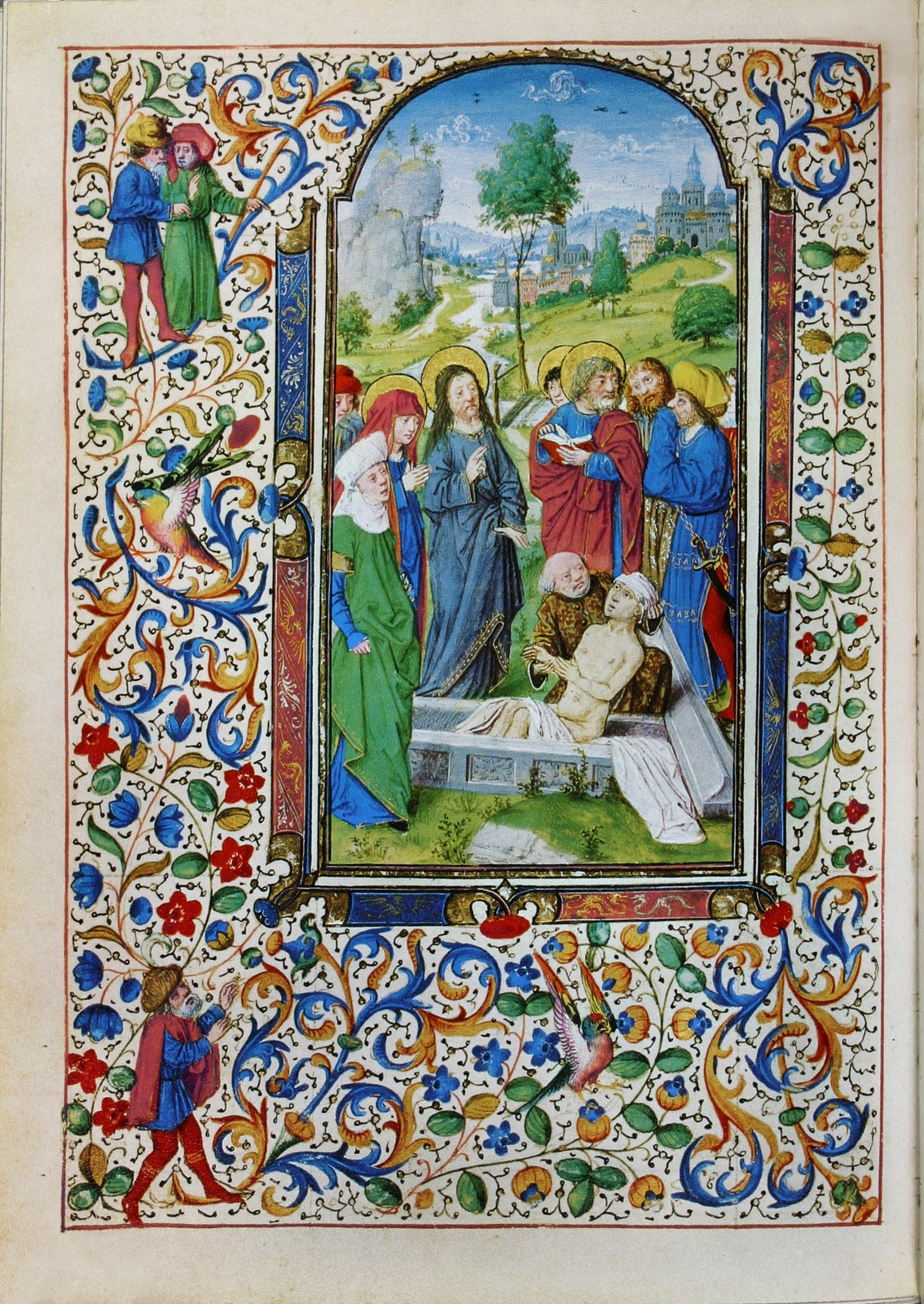
Getijdenboek van Maria van Bourgondië (ca. 1477), Opwekking van Lazarus.

Johannes 11:1-44 vertelt over de opwekking van Lazarus. In het verhaal wordt gezegd dat Maria en Marta, de zussen van Lazarus, een boodschap naar Jezus stuurden om hem te verwittigen dat zijn vriend ziek was. Maar Jezus antwoordde dat deze ziekte niet tot de dood zou leiden, maar tot de verheerlijking van God en hij bleef nog twee dagen waar hij was, in de buurt van het meer van Genezareth. Daarna vertrok hij met zijn leerlingen naar Bethanië. Toen ze daar aankwamen, bleek dat Lazarus al vier dagen overleden was. Marta was Jezus tegemoetgekomen en zei hem:
Heer, als U hier geweest was zou mijn broer niet gestorven zijn, maar ook nu weet ik dat God U alles wat U van God vraagt, geven zal.
Waarop Jezus antwoordde dat haar broer weer zou opstaan. Ze gingen vervolgens naar het graf waar ook Maria naartoe was gegaan. Jezus liet de grafsteen wegrollen en na een gebed tot God riep hij: "Lazarus kom naar buiten", waarop Lazarus uit het graf kwam, nog gewikkeld in zijn doodskleden. Het evangelie zegt dat veel Joden die het wonder gezien hadden in hem gingen geloven, maar anderen gingen naar de farizeeën die besloten hem te laten doden.

### Jezus bezoekt Marta en Maria
In Lucas 10:38-42 wordt verteld dat Jezus in een niet bij name genoemd dorp op bezoek ging bij twee zussen die Maria en Marta heten. Maria luisterde naar Jezus, terwijl Marta "helemaal in beslag werd genomen door de zorg voor haar gasten". Marta vroeg Jezus om Maria te zeggen dat zij haar moest helpen, maar Jezus vond dat Maria het juiste had gekozen.

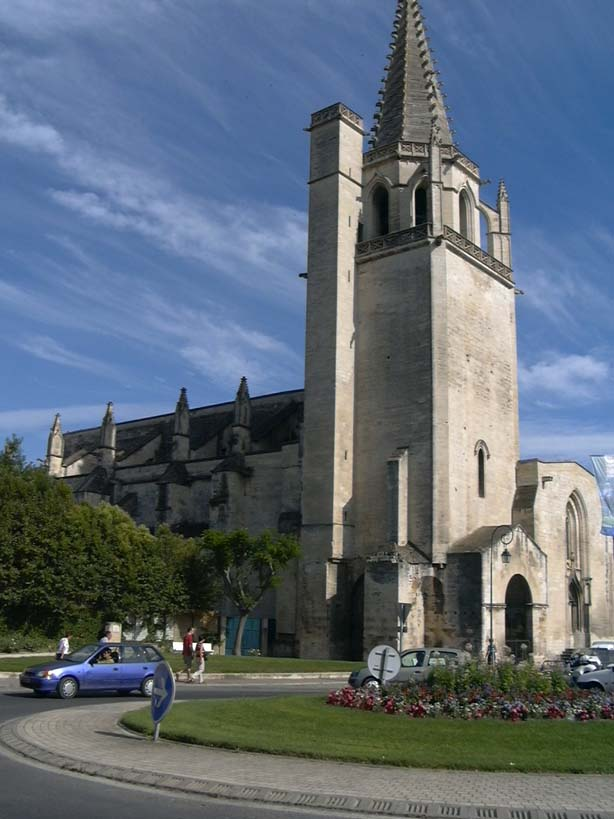
Église Collégiale Sainte Marthe in Tarascon

## Uitbreiding van de Martatraditie
Volgens de legende verliet Marta Judea na de dood van Jezus, rond 48, en is ze naar de Provence gegaan met haar zus Maria van Bethanië (misschien Maria Magdalena) en haar broer Lazarus. Marta ging eerst wonen in Avignon (Frankrijk) en daarna ging ze naar Tarascon, waar een monster, de Tarasque, de bevolking bedreigde. Het lukte Marta het monster te temmen en ze stierf in Tarascon, waar ze werd begraven. Haar tombe zou zich in de crypte van de Église Collégiale Sainte Marthe bevinden.

## Verering
Marta is een christelijke heilige. Haar feestdag is op 29 juli. Paus Johannes Paulus II liet het Huis van de Heilige Marta bouwen voor het College van Kardinalen; hier kunnen zij resideren tijdens een conclaaf.